# Fontanela

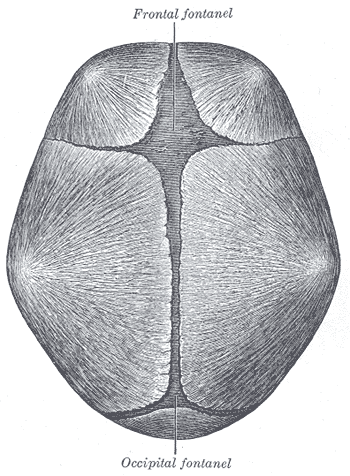
Crânio ao nascimento, mostrando as fontanelas anterior e posterior.

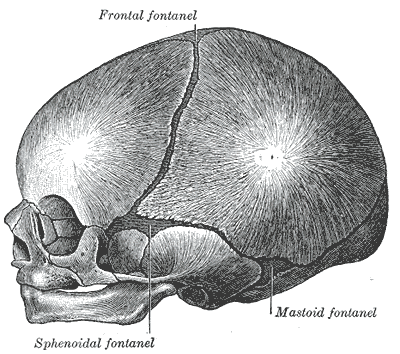
Crânio ao nascimento, mostrando a fontanela lateral.

Fontanela (do latim fontanella - pequena fonte), popularmente denominada moleira, na anatomia humana, é o espaço macio e membranoso que separa os ossos do crânio dos recém-nascidos. O crânio do recém-nascido possui duas fontanelas principais, a bregmática e a lambdóidea, e duas menores:
- Fontanela anterior ou bregmática, que se fecha entre os 1–3 anos
- Fontanela posterior ou lambdóidea, que se fecha entre os 2–3 primeiros meses
- Fontanela mastóidea ou póstero-lateral, que se fecha entre os 6–18 primeiros meses
- Fontanela esfenoidal ou ântero-lateral, que se fecha aos 5 meses.

Uma quinta fontanela pode aparecer, a fontanela sagital ou "terceira fontanela". Em um estudo, ela ocorreu em 6,3% dos bebês. Ela também ocorre em 50–80% dos bebês pré-natais, e é associada à síndrome de Down.
As fontanelas fazem com que os ossos do crânio possam se movimentar, permitindo assim que a cabeça do bebê passe de maneira mais fácil pelo canal do parto, fenômeno denominado de cavalgadura. Até o segundo ano de idade as fontanelas "fecham-se", pois o espaço intermediário ossifica-se e tornam-se as suturas visíveis no neurocrânio.